# LDRA
Liverpool Data Research Associates (LDRA) est une entreprise anglaise et concepteur d'une suite d'outils éponyme d'aide au développement logiciel, permettant l'analyse statique et l'analyse dynamique de code source, la traçabilité des exigences et l'automatisation des tests unitaires et d'intégration.

## Histoire
LDRA a été fondée en 1975 par un professeur de l'université de Liverpool, Michael Hennell. Le but était de créer un logiciel de tests (un « banc de test » logiciel, « test-bed » en anglais, qui deviendra le nom de l'outil principal) afin d'évaluer la qualité des bibliothèques mathématiques qu'il utilisait lors de ses recherches en physique nucléaire à l'université de Liverpool,.

## Produits
LDRA Testbed est un outil d'analyse logiciel permettant l'analyse statique et dynamique de code source, ainsi que les revues de code, les revues de qualité et de conception et la couverture de code. C'est le premier produit à avoir inclus la méthode d'analyse « LCSAJ » (Linear Code Sequence and Jump), créée par le professeur Hennell durant ses recherches, et utilisée lors de besoins élevés en fiabilité et robustesse comme dans les équipements électroniques critiques de l'avionique. Il a aussi été utilisé dans la détection et correction de vulnérabilités logicielles. LDRA Testbed fait partie de la suite d'outils LDRA contenant :
- TBrun - outil d'automatisation des tests unitaires et d'intégration ;
- TBreq - outil de traçabilité des exigences ;
- TBmanager - outil de gestion de projets ;
- TBevolve - outil de gestion des changements ;
- TBsafe - démarche étendue de couverture de code, principalement pour la certification DO-178B ;
- TBpublish - publication des résultats sous forme de rapports HTML ;
- TBaudit -  publication des résultats sous forme de rapports Microsoft Word ;
- Kit de certification DO-178B.

## Normes et standards industriels
LDRA participe à la rédaction de plusieurs normes ou standards de qualité logiciel, comme la DO-178C, MISRA C et MISRA C++. LDRA est aussi un partenaire industriel pour le standard de développement sécuritaire CERT C produit par le Computer Emergency Response Team du  Software Engineering Institute de l'Université de Carnegie Mellon.